# Jake Collier
Rodney Jacob Collier (San Luis, Misuri; 23 de octubre de 1988) es un artista marcial mixto estadounidense que compite en la división de peso pesado de Ultimate Fighting Championship.

## Primeros años
Sin antecedentes deportivos, empezó a practicar jiu-jitsu brasileño para perder peso a los 20 años. Con el tiempo, empezó a competir en este deporte y acabó llegando a un combate amateur de artes marciales mixtas.

## Carrera en las artes marciales mixtas

### Inicios
Después de compilar un récord amateur de 12-2, hizo su debut profesional en noviembre de 2010. Compitió principalmente para las organizaciones regionales en torno a su estado natal de Misuri. Acumuló un récord de 7-1 antes de firmar con la UFC tras derrotar por sumisión en el primer asalto a Gabriel Checco en RFA 19.

### Ultimate Fighting Championship
Debutó en la UFC contra Vitor Miranda el 20 de diciembre de 2014 en UFC Fight Night: Machida vs. Dollaway. Perdió el combate por TKO en el primer asalto.
Se enfrentó a Ricardo Abreu el 6 de junio de 2015 en UFC Fight Night: Boetsch vs. Henderson. Ganó el combate por decisión dividida.
Se enfrentó a Yang Dongi el 28 de noviembre de 2015 en UFC Fight Night: Henderson vs. Masvidal. Perdió el combate por TKO en el segundo asalto.
Se enfrentó a Alberto Uda el 29 de mayo de 2016 en UFC Fight Night: Almeida vs. Garbrandt. Ganó el combate por TKO en el segundo asalto. Esta victoria le valió el premio a la Actuación de la Noche.
Se esperaba que se enfrentara a Josh Stansbury el 3 de diciembre de 2016 en The Ultimate Fighter 24 Finale. Sin embargo, se retiró del combate a finales de octubre alegando una lesión y fue sustituido por Devin Clark.
Se enfrentó a Devin Clark el 15 de abril de 2017 en UFC on Fox: Johnson vs. Reis. Perdió el combate por decisión unánime.
Se enfrentó a Marcel Fortuna el 11 de noviembre de 2017 en UFC Fight Night: Poirier vs. Pettis. Ganó el combate por decisión unánime.
Se esperaba que se enfrentara a Marcin Prachnio el 24 de febrero de 2018 en UFC on Fox: Emmett vs. Stephens. Sin embargo, el 4 de enero de 2018, se vio obligado a retirarse del combate alegando una lesión.
El 16 de febrero de 2019 se anunció que había dado positivo por higenamina en una prueba fuera de competición por lo que recibió una suspensión de 10 meses y pudo volver a competir el 27 de octubre de 2019.
Se esperaba que se enfrentara a Tom Aspinall el 21 de marzo de 2020 en UFC Fight Night: Woodley vs. Edwards. Sin embargo, debido a la pandemia de COVID-19, el evento fue cancelado. Posteriormente, el emparejamiento quedó intacto y tuvo lugar el 25 de julio de 2020 en UFC on ESPN: Whittaker vs. Till. Perdió el combate por TKO en el primer asalto.
Se enfrentó a Gian Villante el 5 de diciembre de 2020 en UFC on ESPN: Hermansson vs. Vettori. Ganó el combate por decisión unánime.
Se enfrentó a Carlos Felipe el 12 de junio de 2021 en UFC 263. Perdió el combate por decisión dividida.
Se enfrentó a Chase Sherman el 15 de enero de 2022 en UFC on ESPN: Kattar vs. Chikadze. Ganó el combate por sumisión en el primer asalto. Esta victoria le valió el premio a la Actuación de la Noche.
Se esperaba que se enfrentara a Justin Tafa el 30 de abril de 2022 en UFC on ESPN: Font vs. Vera. Sin embargo, Tafa se retiró del evento por razones no reveladas, y fue sustituido por Andrei Arlovski. Perdió el combate por decisión dividida. 14 de 14 puntuaciones de los medios de comunicación se lo dieron a Collier.
Se enfrentó a Chris Barnett el 10 de septiembre de 2022 en UFC 279. En el pesaje, Barnett pesó 267.5 libras, 1.5 libras por encima del límite de peso pesado sin título. Barnett fue multado con el 20% de su bolsa, que fue a parar a Collier. Perdió el combate por TKO en el segundo asalto.

## Vida personal
Tiene 3 hijos.

## Campeonatos y logros

### Artes marciales mixtas
- Ultimate Fighting Championship
  - Actuación de la Noche (dos veces) vs. Alberto Uda y Chase Sherman[13][35]

## Récord en artes marciales mixtas
| Récord profesional | Récord profesional | Récord profesional |
| 23 peleas          | 13 victorias       | 10 derrotas        |
| ------------------ | ------------------ | ------------------ |
| Nocaut             | 5                  | 4                  |
| Sumisión           | 4                  | 1                  |
| Decisión           | 4                  | 5                  |

| Resultado | Récord | Oponente          | Método                                     | Evento                                  | Fecha                    | Ronda | Tiempo | Localización            | Notas                                                                |
| --------- | ------ | ----------------- | ------------------------------------------ | --------------------------------------- | ------------------------ | ----- | ------ | ----------------------- | -------------------------------------------------------------------- |
| Derrota   | 13-8   | Chris Barnett     | TKO (puñetazos)                            | UFC 279                                 | 10 de septiembre de 2022 | 2     | 2:24   | Las Vegas, Nevada       | Combate de peso acordado (267.5 libras). Barnett no alcanzó el peso. |
| Derrota   | 13-7   | Andrei Arlovski   | Decisión (dividida)                        | UFC on ESPN: Font vs. Vera              | 30 de abril de 2022      | 3     | 5:00   | Las Vegas, Nevada       |                                                                      |
| Victoria  | 13-6   | Chase Sherman     | Sumisión (estrangulamiento por detrás)     | UFC on ESPN: Kattar vs. Chikadze        | 15 de enero de 2022      | 1     | 2:26   | Las Vegas, Nevada       | Actuación de la Noche.                                               |
| Derrota   | 12-6   | Carlos Felipe     | Decisión (dividida)                        | UFC 263                                 | 12 de junio de 2021      | 3     | 5:00   | Glendale, Arizona       |                                                                      |
| Victoria  | 12-5   | Gian Villante     | Decisión (unánime)                         | UFC on ESPN: Hermansson vs. Vettori     | 5 de diciembre de 2020   | 3     | 5:00   | Las Vegas, Nevada       |                                                                      |
| Derrota   | 11-5   | Tom Aspinall      | TKO (puñetazos)                            | UFC on ESPN: Whittaker vs. Till         | 26 de julio de 2020      | 1     | 0:45   | Abu Dhabi               | Debut en el peso pesado.                                             |
| Victoria  | 11-4   | Marcel Fortuna    | Decisión (unánime)                         | UFC Fight Night: Poirier vs. Pettis     | 11 de noviembre de 2017  | 3     | 5:00   | Norfolk, Virginia       |                                                                      |
| Derrota   | 10-4   | Devin Clark       | Decisión (unánime)                         | UFC on Fox: Johnson vs. Reis            | 15 de abril de 2017      | 3     | 5:00   | Kansas City, Misuri     | Debut en el peso semipesado.                                         |
| Victoria  | 10-3   | Alberto Uda       | TKO (rodillazo y patada al cuerpo)         | UFC Fight Night: Almeida vs. Garbrandt  | 29 de mayo de 2016       | 2     | 1:06   | Las Vegas, Nevada       | Actuación de la Noche.                                               |
| Derrota   | 9-3    | Yang Dongi        | TKO (puñetazos)                            | UFC Fight Night: Henderson vs. Masvidal | 28 de noviembre de 2015  | 2     | 1:50   | Seúl                    |                                                                      |
| Victoria  | 9-2    | Ricardo Abreu     | Decisión (dividida)                        | UFC Fight Night: Boetsch vs. Henderson  | 6 de junio de 2015       | 3     | 5:00   | Nueva Orleans, Luisiana |                                                                      |
| Derrota   | 8-2    | Vitor Miranda     | TKO (patada en la cabeza y puñetazos)      | UFC Fight Night: Machida vs. Dollaway   | 20 de diciembre de 2014  | 1     | 4:59   | Barueri                 |                                                                      |
| Victoria  | 8-1    | Gabriel Checco    | Sumisión (estrangulamiento por detrás)     | RFA 19                                  | 10 de octubre de 2014    | 1     | 4:27   | Prior Lake, Minnesota   | Ganó el Campeonato de Peso Medio de RFA.                             |
| Victoria  | 7-1    | Quartus Stitt     | Sumisión (estrangulamiento por guillotina) | Rumble Times Promotions                 | 3 de mayo de 2013        | 1     | 1:32   | St. Charles, Misuri     |                                                                      |
| Victoria  | 6-1    | Cully Butterfield | Decisión (unánime)                         | Rumble Times Promotions                 | 26 de octubre de 2012    | 3     | 5:00   | St. Charles, Misuri     |                                                                      |
| Victoria  | 5-1    | Sean Huffman      | TKO (puñetazos)                            | Cage Championships 38                   | 23 de junio de 2012      | 1     | 0:48   | Sullivan, Misuri        |                                                                      |
| Victoria  | 4-1    | James Wade        | TKO (puñetazos)                            | Cage Championships 37                   | 7 de abril de 2012       | 1     | 1:22   | Washington, Misuri      |                                                                      |
| Derrota   | 3-1    | Kelvin Tiller     | Sumisión (estrangulamiento por triángulo)  | Fight Me MMA                            | 13 de enero de 2012      | 1     | 4:40   | St. Charles, Misuri     |                                                                      |
| Victoria  | 3-0    | Dan McGlasson     | KO (puñetazo)                              | Fight Me MMA                            | 13, de agosto de 2011    | 1     | 1:26   | St. Charles, Misuri     |                                                                      |
| Victoria  | 2-0    | Darryl Cobb       | Sumisión (estrangulamiento por detrás)     | Rumble Time Promotions                  | 15 de abril de 2011      | 3     | 4:08   | St. Charles, Misuri     |                                                                      |
| Victoria  | 1-0    | James Wade        | TKO (puñetazos)                            | Rumble Time Promotions                  | 19 de noviembre de 2010  | 1     | 2:05   | St. Charles, Misuri     |                                                                      |